# بول إل. هانسن
بول إل. هانسن (بالدنماركية: Poul L. Hansen)‏ (5 فبراير 1916 في الدنمارك - 15 مارس 2002) هو لاعب كرة قدم دانمركي في مركز الدفاع. شارك مع منتخب الدنمارك لكرة القدم.

## وصلات خارجية
- بول إل. هانسن على موقع قاعدة بيانات كرة القدم.إي يو (الإنجليزية)
- بول إل. هانسن على موقع ناشيونال فوتبول تيمز (الإنجليزية)